# Lülle
Lülle (Duits: Lille) is een plaats in de Estlandse gemeente Saaremaa, provincie Saaremaa. De plaats heeft de status van dorp (Estisch: küla) en telt 21 inwoners (2020).
Tot in oktober 2017 lag Lülle in de gemeente Torgu. In die maand ging Torgu op in de fusiegemeente Saaremaa.
Lülle ligt op het schiereiland Sõrve, onderdeel van het eiland Saaremaa.

## Geschiedenis
Bij Lülle is een urnenveld gevonden met asresten uit de 8e eeuw v.Chr.
Lülle werd in 1592 voor het eerst genoemd onder de naam Lulle Vstall, een boerderij op het landgoed van Torgu (Duits: Torkenhof).  In 1977 werd het buurdorp Hänga bij Lülle gevoegd. In 1997 werd het weer een zelfstandig dorp.